# Juventud Comunista de Austria
La Juventud Comunista de Austria (en alemán: Kommunistische Jugend Österreichs, KJÖ) es una organización juvenil marxista-leninista independiente.

## Historia
La Juventud Comunista de Austria fue fundada en 1918 como organización juvenil del Partido Comunista de Austria. Cuando Dollfuss llegó al poder en 1934, la KJÖ se convirtió en el movimiento juvenil antifascista de Austria. 250 miembros de la KJÖ se unieron a las Brigadas Internacionales.
Después de la unificación de Austria con Alemania en 1938, las condiciones para la Juventud Comunista empeoraron. Algunos miembros fueron arrestados, ejecutados o asesinados en campos de concentración. Sin embargo, la KJÖ publicó octavillas contra la guerra y el nazismo y algunos de sus miembros se unieron a grupos guerrilleros para luchar contra el régimen nazi.
En 1945, la Juventud Libre Austriaca (FÖJ) fue fundada por comunistas, socialistas y católicos para construir una Austria libre y democrática.
En 1970, la FÖJ se disolvió por los conflictos ideológicos y la Juventud Comunista fue restablecida.

## Actualmente
A día de hoy, la KJÖ lucha contra la guerra, el neofascismo, la pertenencia de Austria a la UE y recortes en el Estado del Bienestar.
Desde 2004 es una organización independiente.
En el 16 de febrero de 2007, la celebridad estadounidense Paris Hilton estaba en Vienna por una sesión de autógrafos en un centro comercial tuvo que retirarse del lugar porque miembros de la KJÖ empezaron a lanzarle barras de pintalabios y cigarrillos encendidos. También repartieron panfletos explicando la razón de la protesta.
En 2008 la KJÖ descartó el apéndice "Juventud de Izquierda" en su nombre y fue admitida en el consejo asesor juvenil estiriano.
Actualmente colabora con el Partido del Trabajo de Austria.